# Anatomisk terapeutisk kemisk klassifikation
Anatomisk terapeutisk kemisk (ATC) klassifikation bruges til at inddele lægemidler i forskellige grupper efter hvilke organsystemer de påvirker og deres terapeutiske og kemiske egenskaber.
Klassifikationssystemet styres af WHOs Collaborating Centre for Drug Statistics Methodology og blev offentliggjort for første gang i 1976. Det er baseret på det tidligere anatomiske klassifikationssystem (AC) der var blevet udviklet af European Pharmaceutical Market Research Association (EPhMRA) og Pharmaceutical Business Intelligence and Research Group (PBIRG).
En række lægemidler har ikke en ATC-kode. Det gælder de magistrelle lægemidler, der ofte fremstilles i relativt små mængder på enkelte apoteker. Der er også nogle lægemidler, som ikke har en komplet ATC-kode. Det kan f.eks. være lægemidler, der lige er blevet markedsført, hvor den fulde ATC-kode endnu ikke er blevet fastlagt.
ATC-klassifikationen inddeler lægemidlerne i 5 forskellige niveauer: 
Første niveau – Bogstavkode for den anatomiske gruppe, i alt 14 grupper:
| A | Fordøjelsesorganer og stofskiftet (A: Alimentary) (inkl. insulin og anabolske steroider) |
| B | Blod og bloddannende organer                                                             |
| C | Hjerte og kredsløb (C: Cardiovascular)                                                   |
| D | Dermatologiske midler (inkl. antiinfektive midler til udvortes brug)                     |
| G | Urogenitalsystemet og kønshormoner (inkl. antiinfektive til gynækologisk brug)           |
| H | Hormoner til systemisk brug, ekskl. kønshormoner og insulin                              |
| J | Antiinfektive til systemisk brug                                                         |
| L | Antineoplastiske og immunmodulerende midler                                              |
| M | Muskler og skelet                                                                        |
| N | Nervesystemet                                                                            |
| P | Antiparasitære midler, insekticider og insektmidler                                      |
| Q | Veterinærmedicin                                                                         |
| R | Respirationsorganer                                                                      |
| S | Sanseorganer                                                                             |
| V | Varia (inkl. kontrastmidler og radioaktive midler)                                       |

Andet niveau – Talkode (2 ciffer) for terapeutisk hovedgruppe.
Tredje niveau – Bogstavkode for terapeutisk/farmakologisk undergruppe.
Fjerde niveau – Bogstavkode for kemisk/terapeutisk/farmakologisk undergruppe.
Femte niveau – Talkode (2 ciffer) for kemisk substans-undergruppe.
Eksempler:
```
N        
Nervesystemet

N05      
Psykoleptika

N05B     
Anxiolytika

N05B A   
Benzodiazepin
-derivater
N05B A01 
Diazepam
```

Substansnavnene som anvendes er internationale ikke-proprietære navne i den udstrækning de findes for de aktuelle substanser.
ATC/DDD-systemet er ATC-klassifikationen samt den antagne gennemsnitsdosis per døgn af et lægemiddel, der anvendes til sin hovedindikation af voksne; defineret døgndosis (DDD).
Andre ATC-klassifikationer er ATCvet (for veterinærmedicin) og ATC-urteklassifikationen (for urtepræparater).